# St. Anton (Pass)
Der St. Anton ist eine Anhöhe (1110 m ü. M.) und ein Weiler auf dem Gebiet der Gemeinde Oberegg im Kanton Appenzell Innerrhoden in der Schweiz.

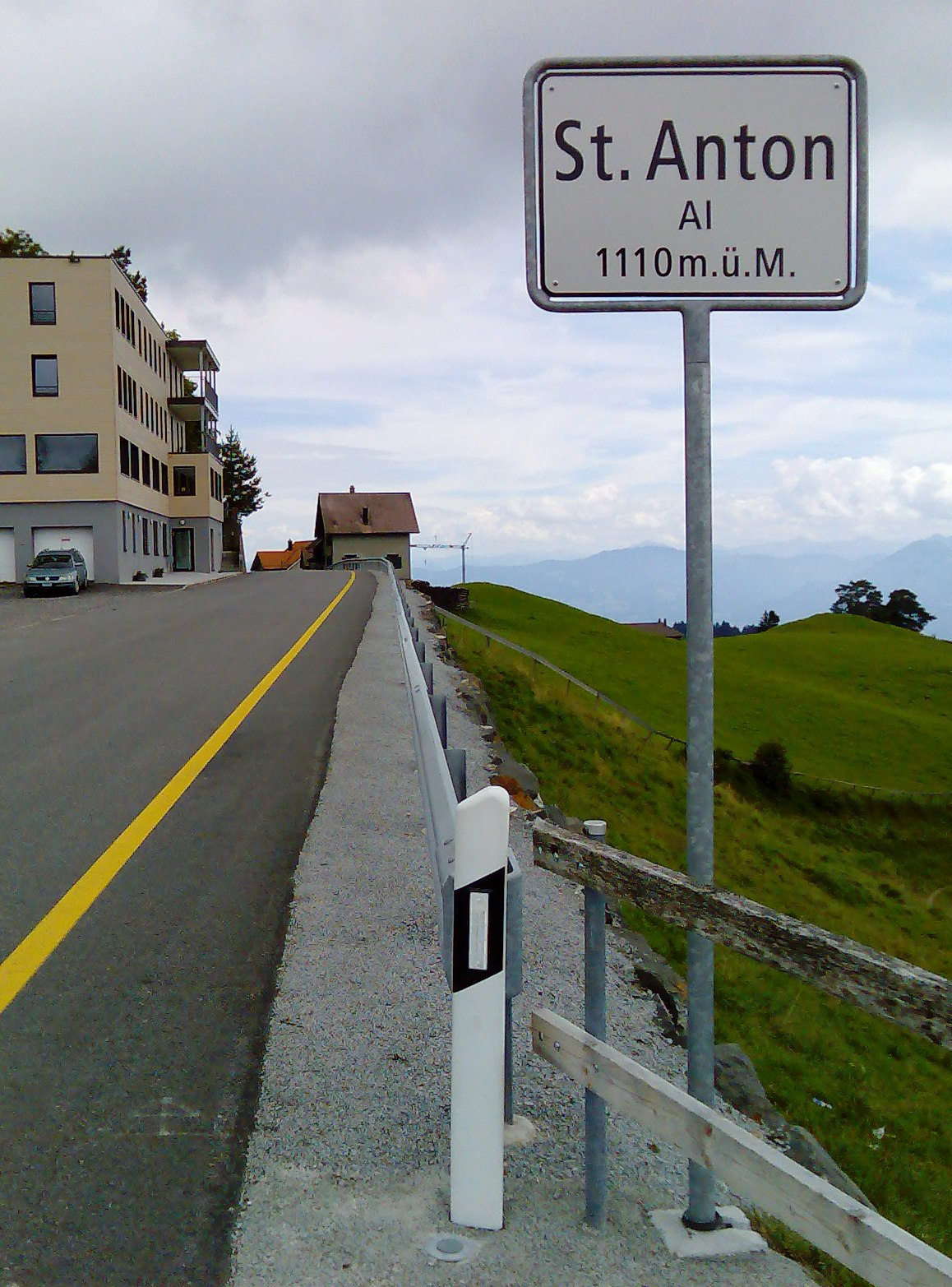
St. Anton, Blickrichtung Nordost zum Scheitelpunkt

Historisches Luftbild von Gasthaus & Pension Alpenhof von Walter Mittelholzer, ca. 1918–1937

Er ist der höchste Punkt einer Höhenstrasse, die das Appenzeller Vorderland mit dem St. Galler Rheintal verbindet. Sie beginnt in Oberegg und endet auf dem Ruppenpass, wo sie auf die Landstrasse von Trogen nach Altstätten trifft.
Auf St. Anton steht ein Café, eine dem heiligen Antonius von Padua geweihte Kapelle, ein kleines Feuerwehrmuseum, das Kulturhotel Alpenhof, das auch die Bibliothek von Andreas Züst beherbergt, und ein Gasthaus (von SW nach NO).
Dieser Aussichtspunkt wird von den Einheimischen «Töni» genannt und wird von Motorradfahrern, Velofahrern und Wanderern als Ausflugsziel besucht.